# Brian Grant
Brian Wade Grant (ur. 5 marca 1972 w Columbus) – amerykański koszykarz, skrzydłowy, laureat nagrody J. Walter Kennedy Citizenship Award.
W 1996 wystąpił w filmie Eddie.

## Osiągnięcia
NCAA
- Uczestnik rozgrywek II rundy turnieju NCAA (1991, 1993)
- Mistrz:
  - turnieju konferencji Midwestern Collegiate (1991)
  - sezonu regularnego konferencji Midwestern Collegiate (1991, 1993, 1994)
- Zawodnik roku:
  - Horizon League (1993–1994)[3]
  - Midwest Collegiate Conference[4]
- Zaliczony do:
  - składu All-American przez AP[4]
  - Galerii Słąw Sportu Xavier Athletic (1999)[4]
- Uczelnia zastrzegła należący do niego numer (2011)[4]

### NBA
- Zdobywca nagrody J. Walter Kennedy Citizenship Award (1999)[1]
- Wybrany do I składu debiutantów NBA (1995)[5]